# ИНМАН

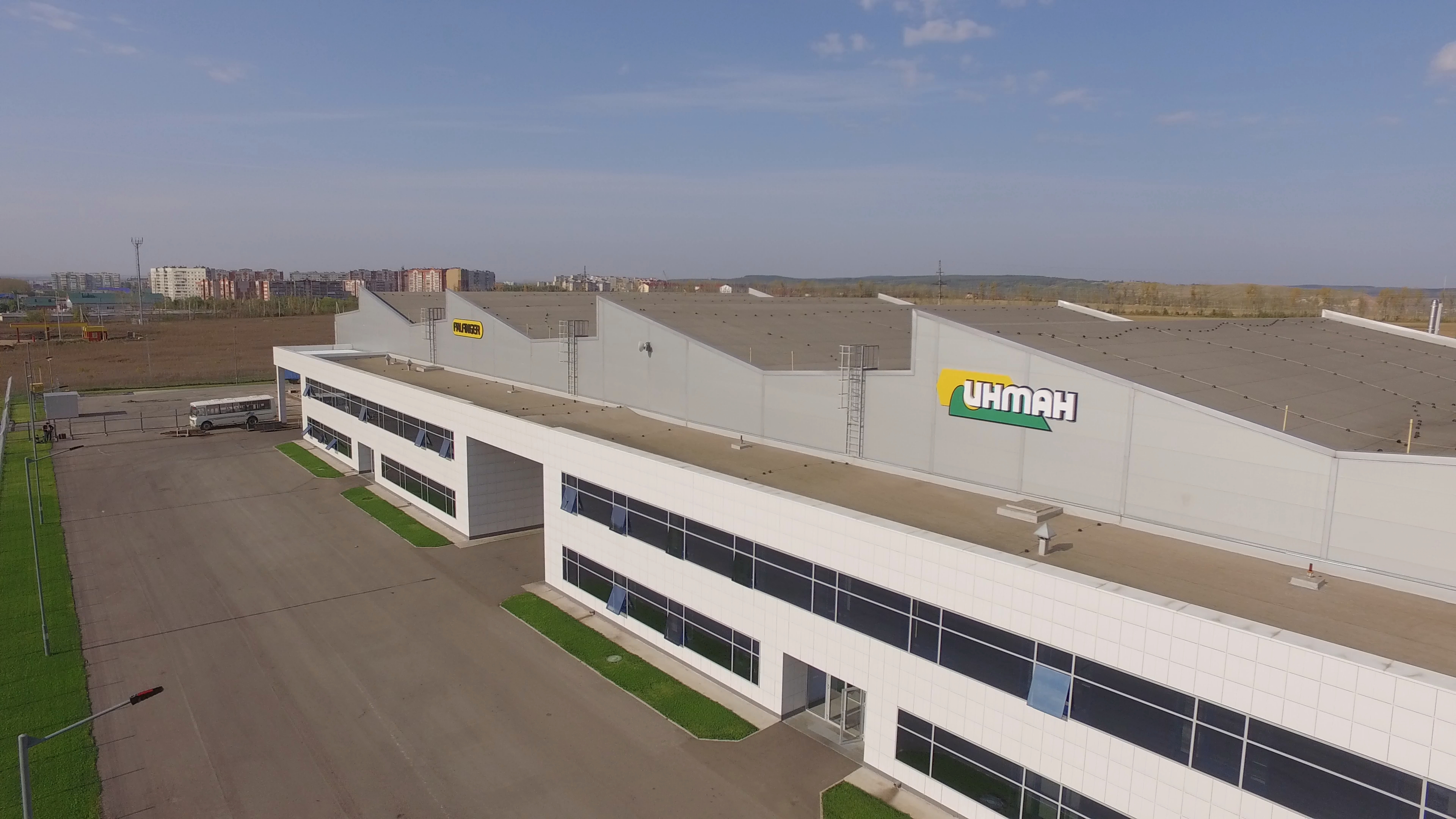
Сварочно-заготовительный цех

АО «ИНМАН» (Ишимбайские нефтяные манипуляторы) — промышленное предприятие по производству кранов-манипуляторов, специальной техники для подъёма, погрузки и транспортировки грузов для предприятий нефтегазового комплекса, коммунального хозяйства, энергетики, дорожностроительных организаций. Первый и крупнейший российский завод по производству кранов-манипуляторов.
Промышленная площадка компании «ИНМАН» находится в городе Ишимбае, на улице Первооткрывателей Башкирской Нефти, 2, недалеко от микрорайона Восточного.

## История
Основан кооперацией нефтедобывающих компаний: «Татнефть», «Оренбургнефть», «Когалымнефть», «Красноленинск нефтегаз», «Башнефть» с целью освоения и выпуска импортозамещающей продукции — гидроманипуляторов различной грузоподъёмности.
В 1992 году завод сдан в эксплуатацию. В 1993 году появилась первая продукция — гидроманипулятор ИФ 300С грузоподъёмностью 9,0 т. В период с 1993 по 2008 годы ЗАО «ИНМАН» разработало и освоило серийный выпуск гидроманипуляторов ИМ 240, ИМ 150, ИМ 95, ИМ 50, ИМ 55, ИМ 20 грузоподъёмностью 7,0 т, 4,0 т, 3,0 т, 2,0 т, 2,05 т, 1,0 т. Крано-манипуляторными установками ИНМАН оснащаются технологические комплексы на основе вездеходов ишимбайской компании «Витязь».
В октябре 2010 года завод посетил президент Башкирии Рустэм Хамитов.
В июле 2011 года 100 % акций ЗАО «ИНМАН» приобрела австрийская компания-конкурент «Palfinger». Для австрийского концерна приобретение ведущего российского производителя кранов-манипуляторов является важным шагом на пути развития торговой марки в СНГ. Сумму сделки аналитики оценивают в €18 млн. Но она позволит Palfinger занять почти половину российского рынка манипуляторов общего назначения и получить стабильные заказы на эту продукцию от нефтегазовой отрасли.

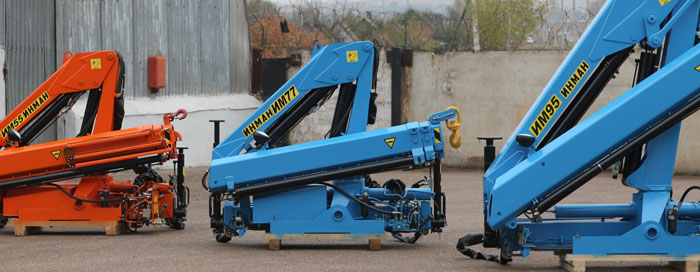
Линейка продукции

С 26 августа 2011 года ОАО АНК «Башнефть» вышла из состава акционеров ЗАО «Инман», продав пакет в 54,91 % Palfinger AG (Австрия).
4 октября 2011 Рустэм Хамитов после приёма руководства австрийской компании Palfinger AG заявил, что «будет создано современное и большое предприятие с высокой степенью локализации производства по австрийским технологиям». Производство планируется расширить, в линейке изделий появятся рабочие вышки, краны-манипуляторы для лесной промышленности и другое оборудование для производственных и промышленных целей.
30 апреля 2015 года состоялся пуск подстанции 35/10 кВ «Юрматы», предназначенной для подпитки строящегося завода возле Кинзебулатовского шоссе.
23 июля 2015 года состоялась официальная церемония открытия нового завода ИНМАН.